# 120452 Schombert
120452 Schombert è un asteroide della fascia principale. Scoperto nel 1988, presenta un'orbita caratterizzata da un semiasse maggiore pari a 2,7641065 au e da un'eccentricità di 0,3816904, inclinata di 30,23116° rispetto all'eclittica.